# Раумер, Рудольф фон
Рудольф фон Ра́умер (нем. Rudolf von Raumer; 14 апреля 1815, Бреслау — 30 августа 1876, Эрланген) — германский филолог и преподаватель, сын Карла Георга Раумера.

## Биография
С 1832 года изучал классическую филологию и востоковедение в Эрлангенском университете, позже изучал также германистику в Гёттингенском университете. В 1839 году получил докторскую степень в Эрлангене и в этом же заведении спустя год габилитировался. После этого начал преподавать в этом университете — сначала в звании приват-доцента, с 1846 года экстраординарного и с 1852 года ординарного профессора немецкого языка и литературы. В 1858/1859 и 1866/1867 учебных годах избирался проректором университета. В 1855 году принял участие в реформе орфографии немецкого языка и в 1875 году получил за свою работу в этом направлении награду от германского правительства. Как филолог был сторонником так называемого умеренного фонетического направления в плане реформ немецкого правописания.
Главные работы: «Die Aspiration u. die Lautverschiebung» (Лпц., 1837), «Die Einwirkung des Christenthums auf die althochdeutsche Sprache» (1845), «Vom deutschen Geiste» (1848), «Ueber deutsche Rechtschreibung» (1855), «Der Unterricht im Deutschen» (1857), «Deutsche Versuche» (1861), «Gesammelte sprachwissenschaftliche Schriften» (1863), «Geschichte der germanischen Philologie» (1870).
В  «Собрании писем по изучению языков»  была опубликована статья фон Раумера «Die Urverwandschaft der semitischen und indoeuropaeischen Sprachen», которая касалась вопросов родства семитской и индоевропейской языковых семей, что вызвало ряд заметок и возражений со стороны разных немецких ученых. На защиту своих выводов Раумер выступил в шести последовательно одна за другой изданных им брошюрах, обзору которых в журнале А.А. Хованского «Филологические записки» была посвящена статья Н. Н Доброва «Рудольф фон Раумер. Еврейский вопрос в сравнительном языкознании на западе», где утверждалось, что без знания еврейского языка  не могут иметь надлежащего успеха ни сравнительное языкоучение, ни правильная классическая школа.